# Antonito
Antonito is een plaats (town) in de Amerikaanse staat Colorado, en valt bestuurlijk gezien onder Conejos County.

## Demografie
Bij de volkstelling in 2000 werd het aantal inwoners vastgesteld op 873.
In 2006 is het aantal inwoners door het United States Census Bureau geschat op 832, een daling van 41 (-4,7%).

## Geografie
Volgens het United States Census Bureau beslaat de plaats een oppervlakte van
1,0 km², geheel bestaande uit land. Antonito ligt op ongeveer 2405 m boven zeeniveau.

## Plaatsen in de nabije omgeving
De onderstaande figuur toont nabijgelegen plaatsen in een straal van 48 km rond Antonito.